# Relaciones Haití-México
La República de Haití y los Estados Unidos Mexicanos establecieron relaciones consulares en 1882 y relaciones diplomáticas formales se establecieron en 1929. Ambas naciones son miembros de la Asociación de Estados del Caribe, Comunidad de Estados Latinoamericanos y del Caribe, Naciones Unidas y la Organización de Estados Americanos.

## Historia
Haití fue la primera nación latinoamericana en ganar la independencia en 1804 de Francia. Este resultado inspiró a varias naciones de la región en su lucha por la independencia. En 1816, el general mexicano Francisco Xavier Mina viajó a Haití para obtener apoyo para la independencia de México de España. México se independizó de España en 1821. Las relaciones consulares entre Haití y México se establecieron en 1882 con relaciones diplomáticas formales establecidas en 1929. En 1934, una oficina diplomática mexicana fue abierta en Puerto Príncipe y en 1945 la oficina diplomática fue elevada a una embajada. Ese mismo año, Haití abrió una embajada en la Ciudad de México.
Entre los años 1957-1986, Haití fue gobernado por el presidente François Duvalier y más tarde por su hijo Jean Claude Duvalier. Durante este período, varios políticos haitianos de alto nivel, estudiantes y activistas buscaron refugio en la embajada mexicana en la capital, incluyendo al expolítico y autor, Gerard Pierre-Charles quien pasó 26 años viviendo en México. En febrero de 1991, el presidente Jean-Bertrand Aristide llegó al poder. Más tarde fue derribado en un golpe de Estado en septiembre de 1991 y forzado a huir del país. Ese mismo mes, el primer ministro de Aristide, René Préval, buscó refugio en la embajada mexicana donde permaneció durante once meses hasta que se le otorgó salvoconducto y huyó a México. René Préval se convertiría más tarde en Presidente de Haití entre febrero de 1996-2001 y de nuevo en 2006-2011.
En enero de 2010, Haití tuvo un terremoto de 7.0. Al igual que varios países, México respondió proporcionando alimentos y otra ayuda esencial de emergencia. Poco después del terremoto, más de 1,300 trabajadores médicos mexicanos llegaron a Haití junto con 15,000 toneladas de ayuda humanitaria y más de 51 mil tiendas de campaña para proporcionar refugio temporal. Los soldados mexicanos también participaron en la búsqueda y rescate. Desde 2010, el gobierno mexicano ha otorgado más de $8 millones de dólares en asistencia financiera al gobierno y al pueblo haitiano.
En 2012, el presidente Felipe Calderón se convirtió en el primer jefe de Estado mexicano en visitar Haití. Mientras estaba en Haití, el presidente Calderón se reunió con el presidente haitiano Michel Martelly y discutieron las relaciones bilaterales entre ambas naciones y la ayuda humanitaria de México. En abril de 2013, el presidente mexicano Enrique Peña Nieto realizó una visita a Haití. En 2015, México aportó personal militar a la Misión de Estabilización de las Naciones Unidas en Haití.
En 2016, aproximadamente a 5,000 ciudadanos haitianos se les negó la entrada a Estados Unidos mientras se encontraban en México, cuando el presidente estadounidense Barack Obama dejó de permitir que los haitianos ingresen al país por razones humanitarias. Muchos de esos haitianos permanecieron en México, principalmente en las ciudades fronterizas de Mexicali y Tijuana.
Como parte de un esfuerzo por aumentar la asistencia humanitaria y la ayuda con la recuperación de Haití, México otorga becas gubernamentales a 300 estudiantes haitianos para estudiar en universidades mexicanas cada año. En noviembre de 2021, Haití abrió un consulado en la ciudad sureña mexicana de Tapachula, Chiapas para atender mejor la oleada de inmigrantes haitianos que ingresan a México. Ese mismo año, más de 51.000 haitianos solicitaron asilo en México.
En octubre de 2023, el presidente haitiano Ariel Henry realizó una visita a Palenque, Chiapas, para asistir a una Cumbre sobre la Migración, organizada por el presidente mexicano Andrés Manuel López Obrador.

## Visitas de alto nivel

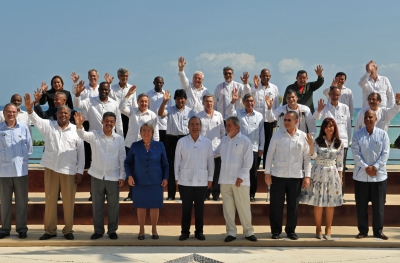
El Presidente haitiano René Préval, asistiendo a la cumbre del Grupo de Río en Cancún, 2010.

Visitas de alto nivel de Haití a México
- Presidente Jean-Bertrand Aristide (2004)
- Presidente René Préval (2010)
- Presidente Michel Martelly (2014, 2015)
- Ministro de Relaciones Exteriores Pierre Duly Brutus (2014)
- Presidente Jovenel Moïse (2017, 2018)
- Presidente Ariel Henry (2023)

Visitas de alto nivel de México a Haití
- Secretaria de Relaciones Exteriores Patricia Espinosa (2010)
- Presidente Felipe Calderón (2012)
- Presidente Enrique Peña Nieto (2013)
- Secretario de Relaciones Exteriores José Antonio Meade Kuribreña (2013)

## Acuerdos bilaterales
Ambas naciones han firmado algunos acuerdos bilaterales, como un Acuerdo para la emisión mutua de visas sin cargo (1942) y un Acuerdo de Cooperación Técnica y Científica (2003).

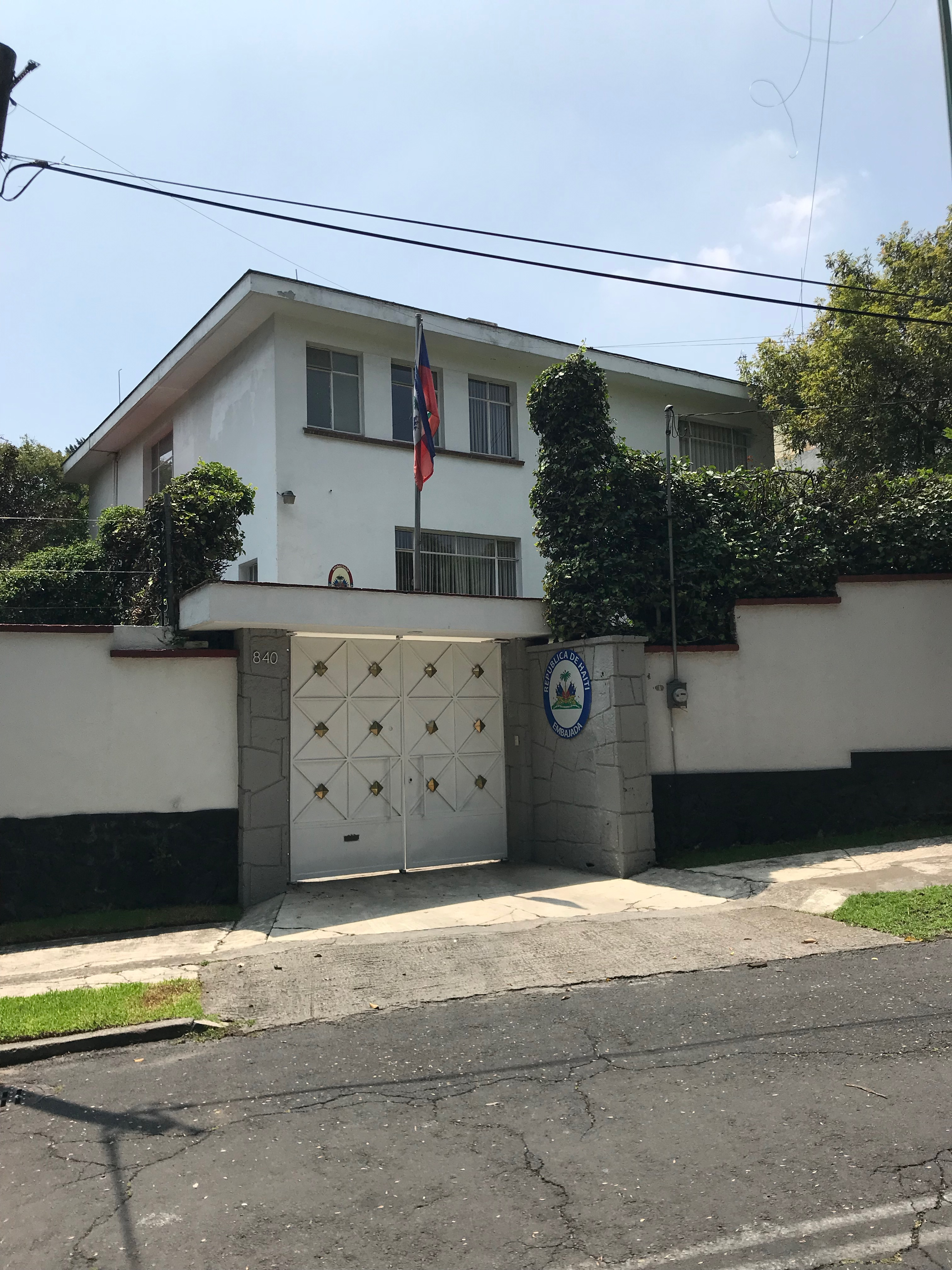
Embajada de Haití en la Ciudad de México

## Relaciones comerciales
En 2023, el comercio total entre las dos naciones ascendió a $80 millones de dólares. Las principales exportaciones de Haití a México incluyen: textiles y prendas de vestir. Las principales exportaciones de México a Haití incluyen: alimentos, agua embotellada, vehículos de motor, medicinas y acumuladores eléctricos.
La empresa multinacional mexicana Cemex opera en Haití.

## Misiones diplomáticas residentes
- Haití tiene una embajada en la Ciudad de México y un consulado en Tapachula.
- México tiene una embajada en Puerto Príncipe.[17]